# Skovbrandene i Chile 2024
Skovbrandene i Chile 2024 var en række skovbrande som begyndte i Chile i begyndelsen af februar 2024 i flere af landets regioner inkl. Valparaíso, O'Higgins, Maule, Biobío og Los Lagos. Der var tale om mindst 165 forskellige brande. De alvorligste brande var i Valparaíso-regionen, hvor især de sammenvoksede kystbyer Viña del Mar og Valparaíso var hårdt ramt af brandene. Den 6. februar 2024 var mindst 131 personer døde på grund af skovbrandene, og mindst 14.000 hjem var per 5. februar 2024 ødelagt alene i Viña del Mar og Quilpué. Over 370 mennesker blev meldt savnet alene i Viña del Mar-området, mens 1.600 andre blev fordrevet af brandene.
Brandede spredte sig hurtigt på grund af tørt og varmt vejr og kraftig vind. Temperaturen i de berørte områder var tæt på 40 grader celsius. Brandene omfattede et område på 430 kvadratkilometer, og nogle af dem var meget tæt på byområder.
Brandene var de dødeligste i Chiles historie og var ifølge Chiles indenrigsminister Carolina Tohá den værste katastrofe i Chile siden Jordskælvet i Chile 2010. Det fik præsident Gabriel Boric til at indføre undtagelsestilstand i Chile og erklære to dages landesorg med start 5. februar.